# Laval, Isère
Laval är en kommun i departementet Isère i regionen Auvergne-Rhône-Alpes i sydöstra Frankrike. Kommunen ligger i kantonen Domène som tillhör arrondissementet Grenoble. År 2022 hade Laval 1 009 invånare.

## Befolkningsutveckling
Antalet invånare i kommunen Laval
Referens:INSEE